# Meckejev reagent
Meckejev reagent je reagent, s katerim se na enostaven in hiter način ugotavlja morebitno prisotnost alkaloidov in drugih snovi, tudi prepovedanih drog. Reagent je raztopina 1 g selenaste kisline v 100 ml 95-98 % žveplove kisline. Preskus se izvede tako, da se na vzorec kapne kapljico reagenta in opazuje spremembo barve po 60 sekundah delovanja.
| Snov                                 | Barva                        |
| ------------------------------------ | ---------------------------- |
| klorpromazin HCl                     | črnkasto rdeča               |
| kodein                               | zelo temno modro zelena      |
| diacetilmorfin HCl (Heroin)          | globoko modro zelena         |
| Dimetoksi-met HCl                    | temno rjava                  |
| doksepin HCl                         | zelo temno rdeča             |
| dristan                              | svetlo olivno rjava          |
| excedrin                             | temno sivkasto rumena        |
| LSD                                  | zelenkasto črna              |
| muškatni orešek                      | temno sivkasto olivna        |
| 3,4-metilendioksiamfetamin HCl (MDA) | zelo temno modrikasto zelena |
| meskalin HCl                         | zmerno olivna                |
| morfin monohidrat                    | zelo temno modrikasto zelena |
| opij                                 | olivno črna                  |
| oksikodon HCl                        | zmerno olivna                |
| propoksifen HCl                      | globoko rdečkasto rjava      |
| sladkor                              | sijajno zelenkasto rumena    |